# Alfred Stern (Philosoph)
Alfred Stern (* 19. Juli 1899 in Baden bei Wien, Österreich-Ungarn; † 31. Januar 1980 in San Juan, Puerto Rico) war ein österreichisch-US-amerikanischer Philosoph.

## Leben
Alfred Stern erwarb den Doktorgrad in Philosophie und war Professor am California Institute of Technology in Pasadena, an der University of Southern California in Los Angeles sowie an der Universität von Puerto Rico in Mayagüez.
Sein bekanntestes Werk ist Philosophie des Lachens und Weinens.

## Publikationen
- Philosophie du rire et des pleurs. Presses universitaires de France, Paris 1949. Deutsche Übersetzung: Philosophie des Lachens und Weinens. Oldenbourg, Wien 1980, ISBN 3-7029-0151-5.